# Daniel Kirchner (Basketballspieler)
Daniel Jonathan Kirchner (* 26. Oktober 1997) ist ein deutscher Basketballspieler.

## Werdegang
Kirchner spielte in der Jugend des Bundesligisten Alba Berlin sowie in der Saison 2016/17 für die zweite Berliner Herrenmannschaft in der 1. Regionalliga Nord. Im September 2017 wechselte er zum RSV Eintracht in die 2. Bundesliga ProB.
Im Sommer 2018 ging Kirchner innerhalb der 2. Bundesliga ProB zu den Dresden Titans. Mit den Sachsen gelang ihm 2022 unter Trainer Fabian Strauß der Aufstieg in die zweithöchste deutsche Spielklasse, 2. Bundesliga ProA. Anschließend wurde der Vertrag des in Dresden Wirtschaftswissenschaft studierenden Kirchner verlängert, in seinem ersten ProA-Einsatz für die Mannschaft war Kirchner mit 17 Punkten der beste Korbschütze.
Zur Saison 2025/26 wechselte Kirchner zur BG Göttingen (2. Bundesliga ProA).